# .id
.id là tên miền quốc gia cấp cao nhất (ccTLD) của Indonesia.
Có những tên miền cấp 2 sau:
- ac.id — Cơ quan học thuật
- co.id — Cơ quan thương mại
- net.id — Công ty thông tin liên lạc/ISP
- or.id — Tổ chức/Cộng đồng chính thức
- web.id — Tổ chức/cá nhân không chính thức
- sch.id — Trường học
- mil.id — Quân sự
- go.id — Chính quyền và hệ thống chính quyền